# Aldimasqui (geógrafo)
Xameçadim Alançari Aldimasqui ou de Damasco (em árabe: شمس الدين الأنصاري الدمشقي; romaniz.: Xams al-Din al-Ansari al-Dimaxqi; 1256 - 1327) foi um geógrafo árabe medieval, cuja obra principal foi concluída em 1300. Nascido em Damasco — como seu nisba implica - escreveu principalmente sobre sua terra natal, a Grande Síria (Bilade Xame), após a retirada completa dos cruzados. Era contemporâneo do sultão mameluco Baibars, o general que liderou os muçulmanos na guerra contra os cruzados. Seu trabalho é valioso em conexão com as Crônicas dos Cruzados. Morreu enquanto em Safed. Seus escritos foram publicados em São Petersburgo em 1866 por M. A. F. Mehren, e esta edição foi posteriormente usada à tradução inglesa por Guy Le Strange em 1890.